# جارداباني
جارداباني (بالجورجية: გარდაბანი,بالأذرية: Qarayazı) هي مدينة في كفيمو كارتلي في جورجيا ومركز بلدية جرداباني والتي تقع على بعد 39 كم جنوب العاصمة تبليسي.